# The Last Shadow Puppets
The Last Shadow Puppets là một siêu nhóm nhạc người Anh gồm các thành viên Alex Turner (Arctic Monkeys), Miles Kane (The Rascals, nghệ sĩ đơn), James Ford (Simian, Mini Mansions và nhà sản xuất thu âm) và Zach Dawes ([Mini Mansions). Họ gia nhập trực tiếp bởi Loren Humphrey (Guards, nhà sản xuất thu âm, nhạc sĩ tạm thời) và Tyler Parkford (Mini Mansions). Năm 2008, ban nhạc phát hành album đầu tay The Age of the Understatement. Sau thời gian dài gián đoạn, nhóm trở lại và phát hành album thứ hai Everything You've Come to Expect (2016).

## Thành viên
- Alex Turner – hát, guitar, bass, baritone guitar, tambourine, keyboard (2007–nay)
- Miles Kane – hát, guitar, bass, saxophone (2007–nay)
- James Ford – trống, bộ gõ, organ, piano, keyboard, nhà sản xuất (2007–nay)
- Zach Dawes – bass, guitar (2015–nay)

Thành viên live
- Tyler Parkford − keyboard, hát đệm (2016–nay)
- Loren Humphrey − trống, bộ gõ (2016–nay)

Thành viên live cũ
- Alex MacNaghten − bass (2008)
- Stephen Fretwell – bass (2008)
- John Ashton – keyboard, guitar (2008)

## Đĩa nhạc

### Album phòng thu
| Tiêu đề                          | Chi tiết album                                                                           | Vị trí xếp hạng cao nhất | Vị trí xếp hạng cao nhất | Vị trí xếp hạng cao nhất | Vị trí xếp hạng cao nhất | Vị trí xếp hạng cao nhất | Vị trí xếp hạng cao nhất | Vị trí xếp hạng cao nhất | Vị trí xếp hạng cao nhất | Vị trí xếp hạng cao nhất | Chứng nhận      |
| Tiêu đề                          | Chi tiết album                                                                           | UK                       | AUS                      | BEL                      | FRA                      | IRL                      | NLD                      | NOR                      | SWE                      | US                       | Chứng nhận      |
| -------------------------------- | ---------------------------------------------------------------------------------------- | ------------------------ | ------------------------ | ------------------------ | ------------------------ | ------------------------ | ------------------------ | ------------------------ | ------------------------ | ------------------------ | --------------- |
| The Age of the Understatement    | - Phát hành: 21 tháng 4 năm 2008 - Hãng đĩa: Domino - Định dạng: LP, CD, tải kĩ thuật số | 1                        | 30                       | 4                        | 18                       | 2                        | 12                       | 23                       | 34                       | 111                      | - BPI: Bạch kim |
| Everything You've Come to Expect | - Phát hành: 1 tháng 4 năm 2016 - Hãng đĩa: Domino - Định dạng: LP, CD, tải kĩ thuật số  | 1                        | 9                        | 1                        | 6                        | 3                        | 2                        | 36                       | 58                       | 83                       | - BPI: Vàng     |

### EP
| Tiêu đề                       | Chi tiết album                                                                                 |
| ----------------------------- | ---------------------------------------------------------------------------------------------- |
| Standing Next to Me           | - Phát hành: 7 tháng 7 năm 2008 (Hoa Kỳ) - Hãng đĩa: Domino - Định dạng: CD, tải kĩ thuật số   |
| My Mistakes Were Made for You | - Phát hành: 20 tháng 10 năm 2008 (Hoa Kỳ) - Hãng đĩa: Domino - Định dạng: CD, tải kĩ thuật số |
| The Dream Synopsis            | - Phát hành: 2 tháng 12 năm 2016 - Hãng đĩa: Domino - Định dạng: LP, CD, tải kĩ thuật số       |

## Giải thưởng và đề cử
| Năm  | Giải thưởng                     | Hạng mục                        | Tác phẩm                        | Kết quả           |
| ---- | ------------------------------- | ------------------------------- | ------------------------------- | ----------------- |
| 2008 | Giải MOJO                       | Nghệ sĩ đột phá                 | Chính nhóm                      | Đoạt giải         |
| 2008 | Giải Mercury                    | Album hay nhất                  | The Age of the Understatement   | Lọt vào danh sách |
| 2008 | Giải video âm nhạc của Anh quốc | Quay phim xuất sắc nhất         | "The Age of the Understatement" | Đoạt giải         |
| 2008 | Giải Q                          | Best New Act                    | Chính nhóm                      | Đoạt giải         |
| 2009 | Giải BRIT 2009                  | Đột phá Anh quốc                | Chính nhóm                      | Đề cử             |
| 2009 | Giải NME                        | Ban nhạc Anh quốc xuất sắc nhất | Chính nhóm                      | Đề cử             |
| 2009 | Giải NME                        | Track hay nhất                  | "The Age of the Understatement" | Đề cử             |
| 2009 | Giải NME                        | Video xuất sắc nhất             | "My Mistakes Were Made for You" | Đoạt giải         |